# Геоакустика
Геоакустика (гео… и акустика) — раздел акустики, изучающий возникновение и распространение упругих волн в земной коре в целях исследования её строения и свойств. Типичный диапазон частот колебаний в геоакустике - 0,1 Гц - 1 МГц.
Геоакустические исследования (акустическая разведка, сейсмическая разведка, глубинное сейсмическое зондирование, ультразвуковая эхолокация) проводятся с целью прогноза землетрясений, поиска месторождений полезных ископаемых и др. К геоакустике относятся также исследования акустических свойств горных пород (скорость распространения упругих волн и параметров их затухания). Наряду с продольными акустическими волнами (возникающими в газах и жидкостях), в геоакустике изучаются и находят применение также и другие упругие волны - поперечные, а также волны Лява, Стоунли и Лэмба.

## Термин
Термин «геоакустика» применяется в основном на территории бывшего СССР, развитие эта область акустики получила в 1950-е годы (Г. А. Гамбурцев, М. С. Анциферов). Тем не менее и среди зарубежных учёных термин применяется (как geoacoustics), статьи по этой тематике выходят в наиболее авторитетных зарубежных акустических журналах и в сборниках трудов научных конференций.

## Преподавание и изучение
Геоакустика как специальная научная дисциплина преподается, в том числе, в МГУ, где работает кафедра сейсмометрии и геоакустики, в университете Майами (США), в Массачусетском технологическом институте.
Научные работы по геоакустике проводятся в Акустическом институте РАН, Marine Seismology and Geoacoustics Group в институте Woods Hole Oceanographic Instituion.